# 白浜鴎
白浜 鴎（）は、日本出身の漫画家。

## 略歴
東京芸術大学デザイン科を卒業。ビームコミックス『エニデヴィ』で漫画家デビュー。フリーのイラストレーターとしても挿画などを手がけ、2015年マーベルコミックスでマンガバリアントカバーを担当。その他、DCコミックス、スター・ウォーズ等のアメリカンコミックスの表紙を制作している。 
2016年より『月刊モーニングtwo』で『とんがり帽子のアトリエ』を連載。同作は2020年アイズナー賞にて最優秀アジア作品賞を受賞。 同年、ハーベイ賞BestManga部門を受賞した。。

## 作品リスト

### 漫画作品
- エニデヴィ（KADOKAWA、2013年6月 - 2015年7月、全3巻）
- とんがり帽子のアトリエ（講談社、2016年7月 - 、既刊14巻）
- スター・ウォーズ:ビジョンズ The Elder（原案：ウォルト・ディズニー・カンパニー、監修：ルーカスフィルム、スクウェア・エニックス『月刊ビッグガンガン』2022年Vol.06[4]） - 複数の漫画家による1話完結のオムニバス連載[4]

### ゲーム
- 黒と金の開かない鍵。 - 原画
- Fate/Grand Order - 「ダンテ・アリギエーリ」キャラクターデザイン、一部概念礼装デザイン

### その他
- スター・ウォーズ: ビジョンズ - キャラクターデザイン[4]
- TVアニメ 本好きの下剋上 司書になるためには手段を選んでいられません （第三十三章（第3期 7話目））エンドカード